# Erland Melanton

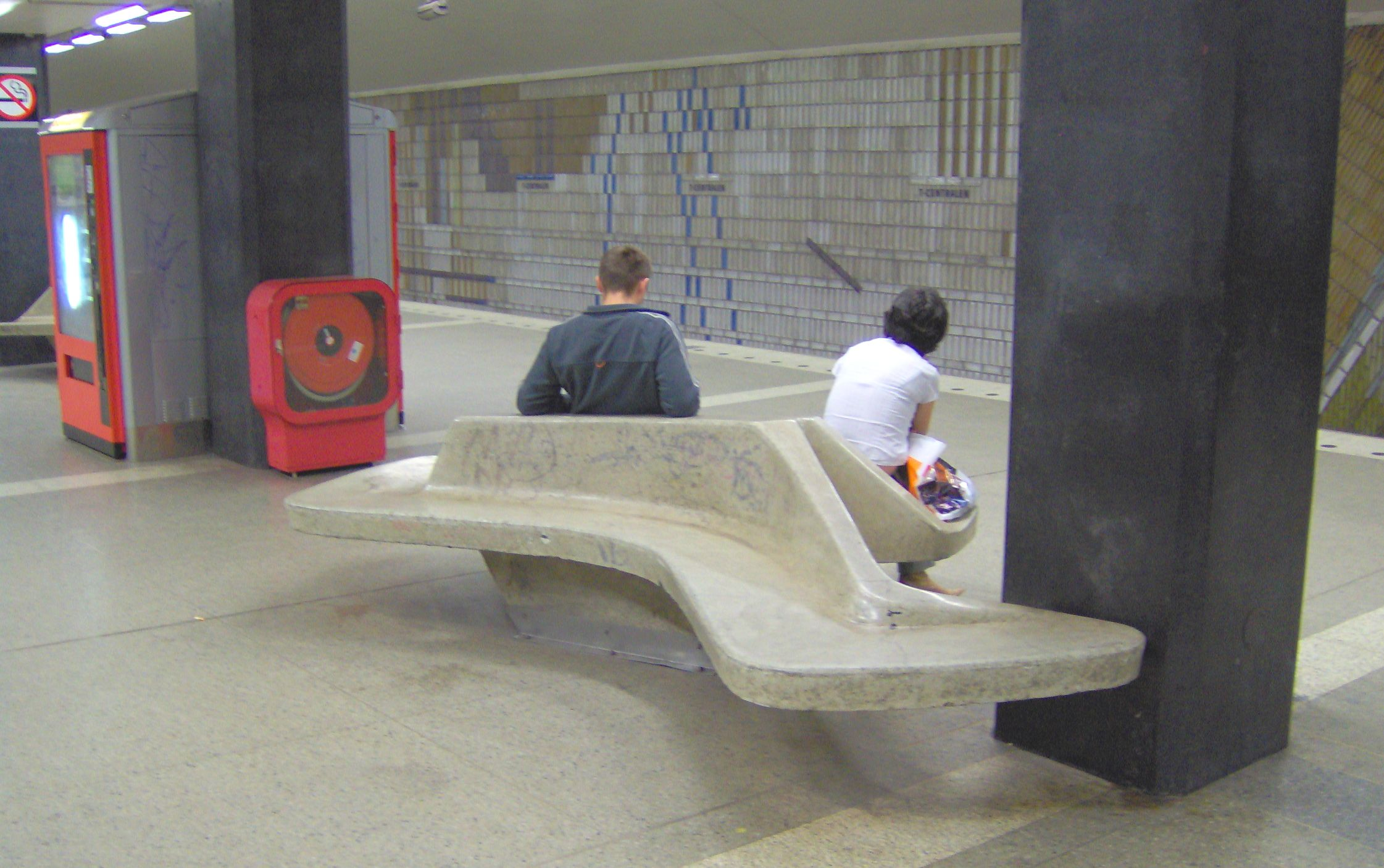
Karlavagnen i T-Centralen, med stengötssoffa av Egon Möller-Nielsen i förgrunden

Erland Anders Melanton, född 31 januari 1916 i Arvika, död 30 september 1968 i Täby, var en svensk målare och grafiker.

## Biografi
Erland Melanton var son till verkmästaren Anders Johansson Melanton och Stina Nilsson. Han utbildade sig på avdelningen för muralt måleri på Högre konstindustriella skolan i Stockholm 1938-1943 och blev lärare i akvarellmålning vid Konstfackskolan 1946. Han studerade också mosaiktekniker vid konstakademien i Ravenna 1946-1947 och muralmåleri vid konstakademien i Florens 1949. Han var facklärare i fri målning vid Konstfack 1949-1963, professor i måleri vid Kungliga Konsthögskolan i Stockholm från maj 1963. 
Erland Melanton var från 1943 gift med Kaisa Melanton.  Han var ledamot av Konstakademien och finns  representerad vid Nationalmuseum i Stockholm.
| ”                                               | I sitt senare privata bildskapande var Erland Melanton mindre dekorativ och mer anekdotisk. Teckningarna har en satirisk udd och målningarna en anti-estetisk karaktär, som röjer ett tvivel på ett dekorativt måleris genomslagskraft. Ofta är han fabulerande och dramatisk... | „ |
| – Barbro Schaffer i Svenskt Biografiskt Lexikon | |   |

## Offentliga verk i urval
- Klaravagnen, glasmosaik på 500 kvadratmeter utefter perrongvägg, T-Centralen, Stockholm 1958 (tillsammans med Bengt Edenfalk)[5][6]
- Hunden och väktaren, mosaikvägg, Länsbiblioteket i Västerås
- Lagens vågspel, fasaden på tingshuset i Arvika
- väggur i mosaik, vid entrén till Gateskolan i Arvika, 1957